# Дачное (Могилёвская область)
Дачное (бел. Дачнае) — посёлок в составе Глушанского сельсовета Бобруйского района Могилёвской области Республики Беларусь.

## Население
- 2010 год — 5 человек